# Улица Героев Революции (Новосибирск)
Улица Героев Революции — улица в Первомайском районе Новосибирска. Начинается от территории Детского парка, далее (в северо-западном направлении) пересекает улицы Эйхе, Тельмана, Марии Ульяновой, Физкультурную, Шмидта, Баумана, Ростовскую, Чапаева, Поленова, Пожарского. После улицы Пожарского улица меняет направление на юго-западное и заканчивается, соединяясь под острым углом с Первомайской улицей. Также к улице Героев Революции примыкают различные улицы: Каховская, переулок Маяковского, Аксёнова и т. д.

## История
Первоначально улица Героев Революции (вместе с улицей Эйхе) была центральным местом района. В советский период здесь устраивали демонстрации. В 1930-х на улице построили первые жилые дома из камышита.
В 1931 году на улице Героев Революции был построен дом № 78.
В 1935 году построены дома № 34 и 40.
В 1936 году — № 9, 36, 38.
В 1939 году возведён дом № 15.
В 1940 — № 40.

## Достопримечательности
- Монумент Славы первомайцам, погибшим в 1941—1945 гг.
- Детский парк

## Организации

### Медицинские учреждения
- Родильный дом №7
- Новосибирский центр репродуктивной медицины
- Городская клиническая больница № 19

### Образовательные учреждения
- Средняя общеобразовательная школа № 140
- Средняя общеобразовательная школа № 142
- Средняя общеобразовательная школа № 144
- Специальная коррекционная общеобразовательная школа № 148

## Транспорт
По улице пролегают маршруты автобусов и маршрутных такси.

### Остановки наземного транспорта
- Поликлиника (ул. Героев революции)
- Монумент Славы (ул. Героев Революции)
- Марии Ульяновой
- Шмидта
- Ростовская